# Oedemera flavipes
Espèce
Oedemera flavipes  est une espèce d'insectes de l'ordre des coléoptères, de la famille des Oedemeridae, sous-famille des Oedemerinae  et du genre Oedemera.

## Description
Insecte allongé, d'environ 13 mm, au corps et élytres mous, bronze à vert foncé. La première paire de patte jaune. Comme d'autres espèces du genre Oedemera, les mâles ont les fémurs postérieurs très développés.
Confusion possible avec Oedemera nobilis qui lui est plus clair et surtout les pattes antérieures sont de la même couleur que les élytres.

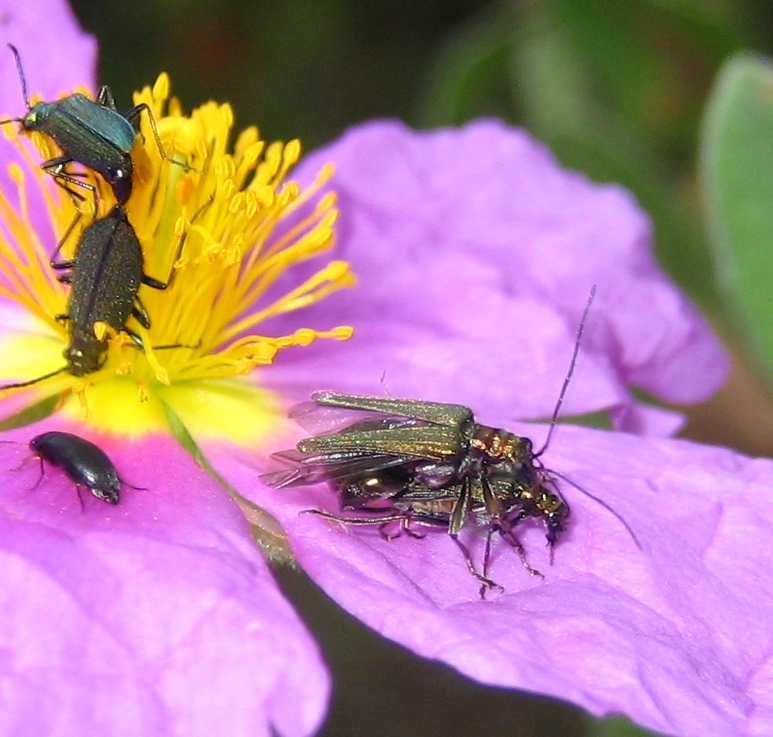
Accouplement
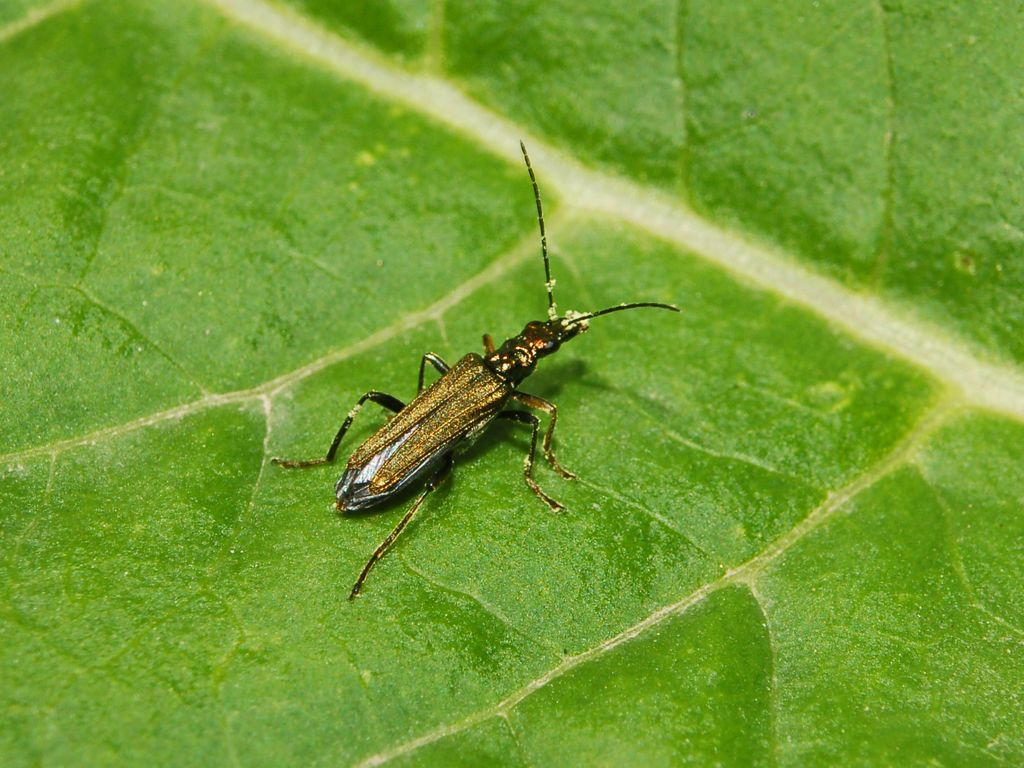
Femelle
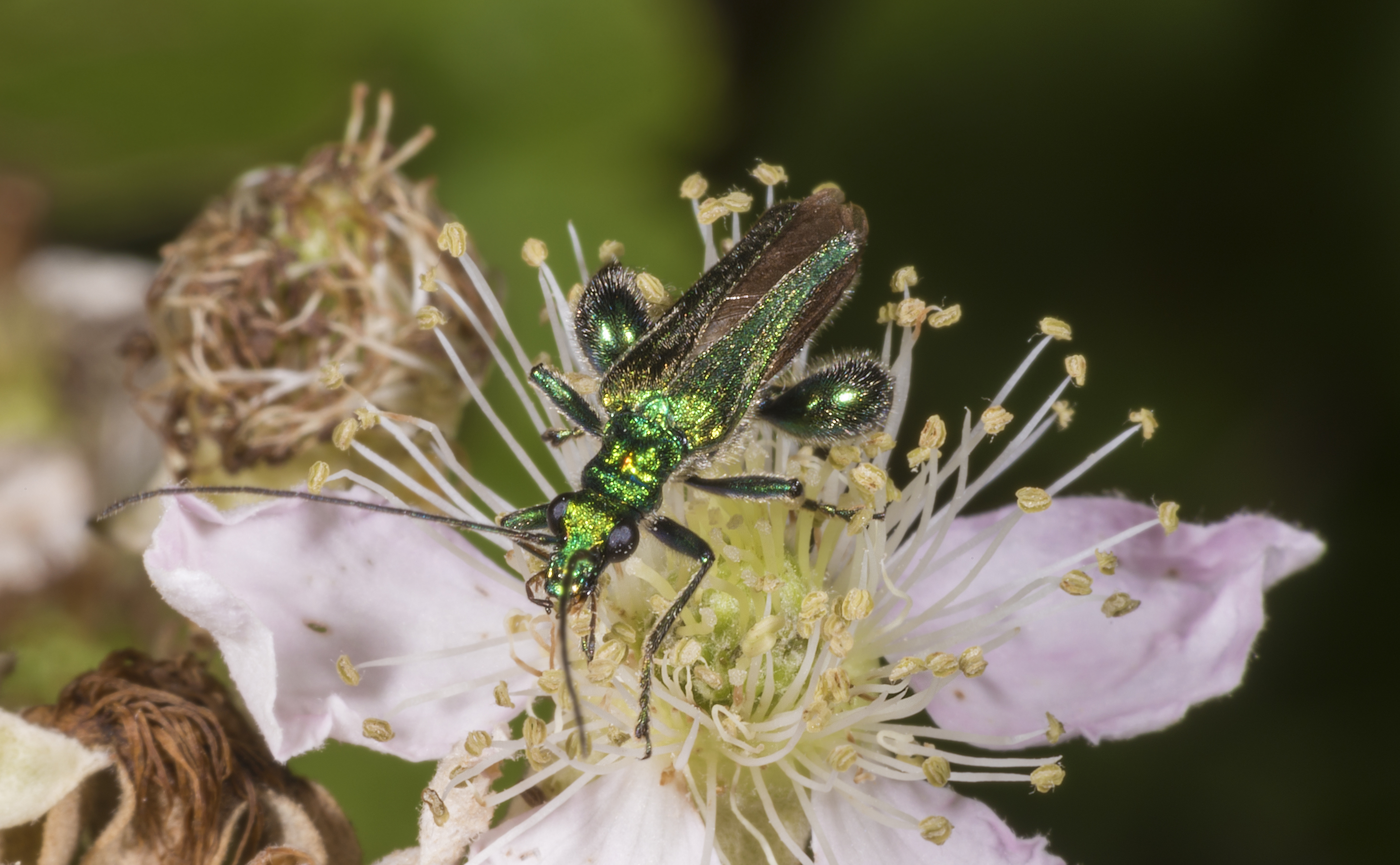
Oedemera nobilis Pattes antérieures de la même couleur que les élytres

## Biologie
Les adultes sont visibles d'avril à août, se nourrissent du pollen des fleurs. Les larves se développent dans le bois pourri. 

## Répartition et habitat

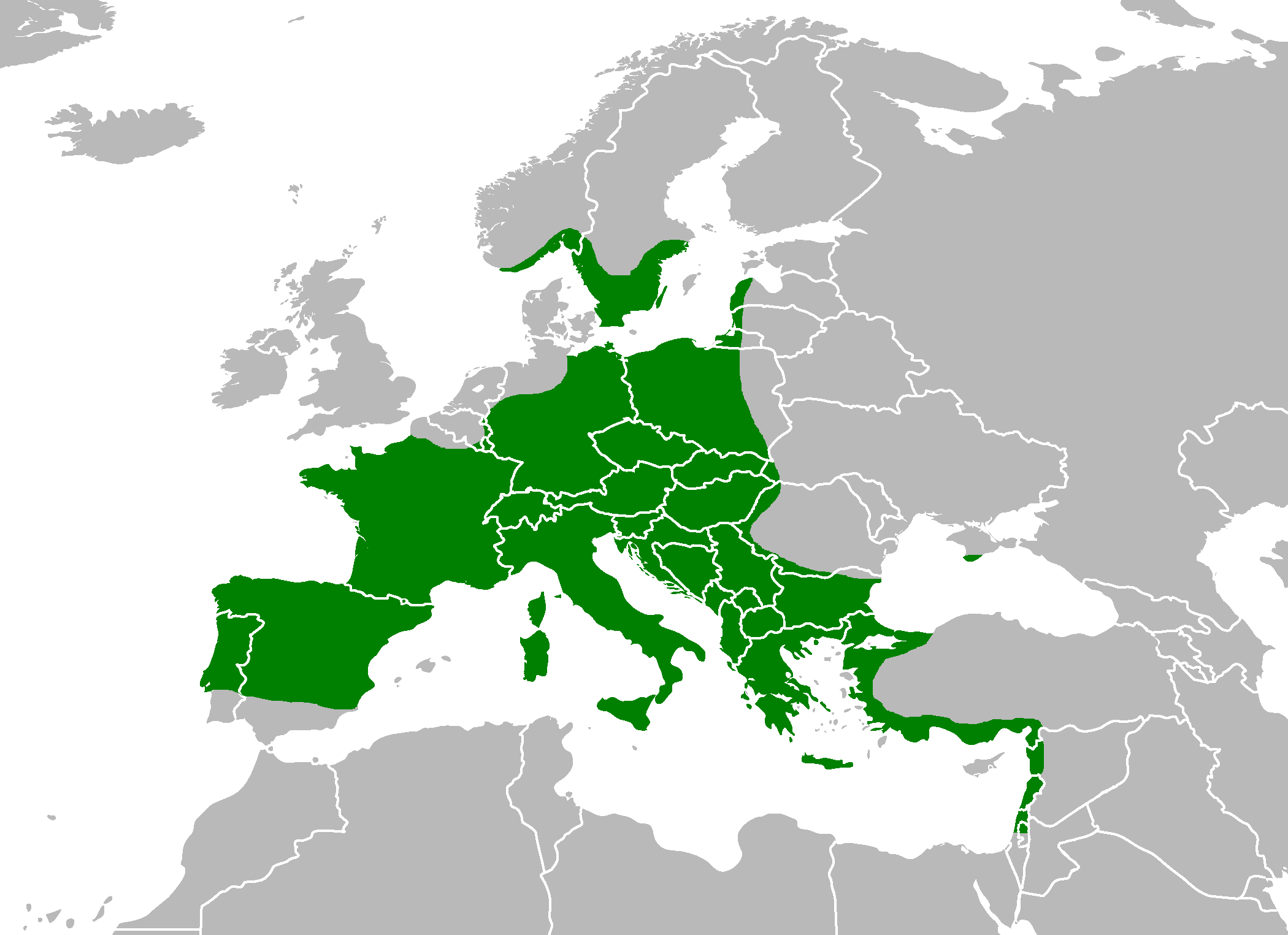
Répartition

Réparation
Eurasiatique.

## Systématique
L'espèce a été décrite par l'entomologiste danois Johan Christian Fabricius en 1792.